# سرژ میمپو
سرژ میمپو (فرانسوی: Serge Mimpo‎؛ زادهٔ ۶ فوریهٔ ۱۹۷۴) بازیکن سابق فوتبال اهل کامرون است.
وی به‌همراه تیم ملی فوتبال کامرون به مدال طلا مسابقات فوتبال در بازی‌های المپیک تابستانی ۲۰۰۰ دست پیدا کرده‌است.